# Bilenke (Kramatorsk)
Bilenke (ukrainisch Біленьке; russisch Беленькое Belenkoje) ist eine Siedlung städtischen Typs im Norden der ukrainischen Oblast Donezk mit etwa 9400 Einwohnern (Stand 2014).

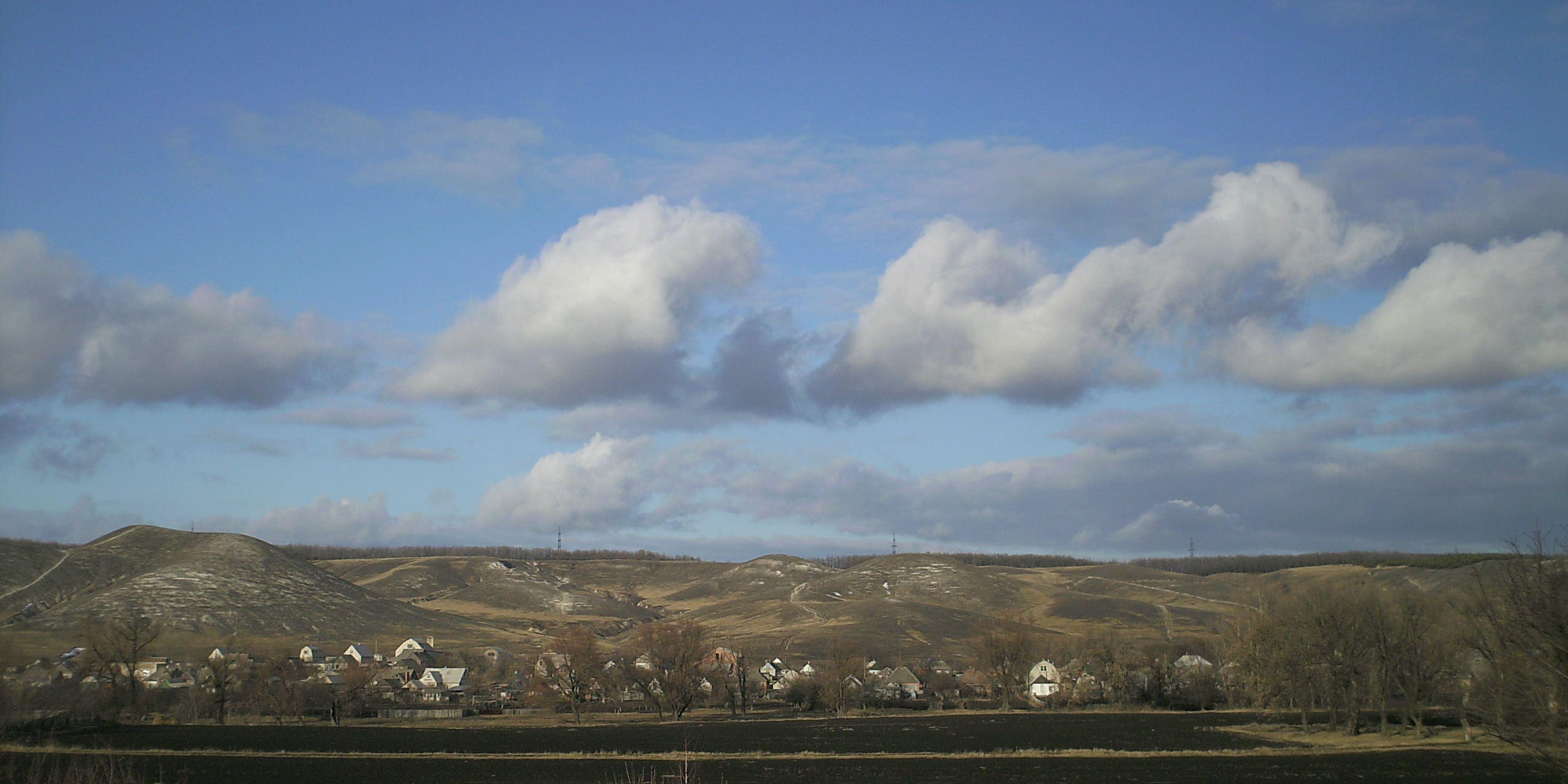
Blick auf den Ort

Bilenke grenzt im Süden an das Stadtgebiet von Kramatorsk. Die Ortschaft erhielt am 15. November 1938 den Status einer Siedlung städtischen Typs und befindet sich am Fluss Bilenkij (Біленькій), einem Nebenfluss des Kasennyj Torez etwa 105 km nördlich der Oblasthauptstadt Donezk. Im Westen der Ortschaft verläuft die Fernstraße N 20.
Am 12. Juni 2020 wurde die Siedlung ein Teil neugegründeten Stadtgemeinde Kramatorsk, bis dahin bildete sie zusammen mit der Ansiedlung Wassyliwska Pustosch (Василівська Пустош) die gleichnamige Siedlungsratsgemeinde Bilenke (Біленьківська селищна рада/Bilenkiwska selyschtschna rada) als Teil der Stadtratsgemeinde von Kramatorsk.
Am 17. Juli 2020 wurde der Ort ein Teil des Rajons Kramatorsk.